# 2012 en musique classique
| \| • Retour à la chronologie générale de la musique classique • \| |
| Grèce • Rome • Haut Moyen Âge • VIIIe siècle • IXe siècle • Xe siècle • XIe siècle XIIe siècle • XIIIe siècle • XIVe siècle • XVe siècle • XVIe siècle • XVIIe siècle XVIIIe siècle • XIXe siècle • XXe siècle • XXIe siècle |
| • Retour à la chronologie générale de la musique classique • |

| Années en musique classique : 2009 - 2010 - 2011 - 2012 - 2013 - 2014 - 2015    |
| Décennies en musique classique : 1980 - 1990 - 2000 - 2010 - 2020 - 2030 - 2040 |

## Événements

### Créations
- 1er janvier : la Symphonie no 9 de Philip Glass créée au Brucknerhaus de Linz par le Bruckner Orchester de Linz dirigé par Dennis Russell Davies.
- 16 mars : nouvelle version de Einstein on the Beach (1976) de Philip Glass à l'opéra Berlioz du Corum de Montpellier.
- 7 juillet : création de Written on Skin de George Benjamin au Festival d'Aix-en-Provence.
- 9 août : la Symphonie no 10 de Philip Glass créée au Grand Théâtre de Provence par l'Orchestre français des jeunes sous la direction de Dennis Russell Davies.
- 7 décembre : le Concerto pour violon de Mason Bates créée par la violoniste Anne Akiko Meyers et par l'Orchestre symphonique de Pittsburgh sous la direction de Leonard Slatkin.

### Autres
- 1er janvier : concert du nouvel an de l'orchestre philharmonique de Vienne au Musikverein, dirigé par Mariss Jansons.
- Jusqu'au 13 mai : « La Belle Époque de Massenet » exposition BNF/Opéra de Paris à l'occasion du centenaire de la mort de Jules Massenet.
- Février - juin : exposition « Debussy, la musique et les arts » au musée de l'Orangerie à Paris.

## Prix
- Michel Petrossian obtient le premier prix de composition du Concours musical international Reine-Élisabeth-de-Belgique.
- Friedrich Cerha reçoit le Prix Ernst von Siemens.
- Yo-Yo Ma reçoit le Prix Polar Music.
- Cecilia Bartoli reçoit le Prix musical Herbert von Karajan.
- Philip Glass reçoit le Praemium Imperiale.
- Jordi Savall reçoit le Léonie Sonning Music Award.
- Johannes Maria Staud reçoit le Prix de la ville de Vienne pour la musique.
- Esa-Pekka Salonen reçoit le Grawemeyer Award pour son Concerto pour violon.
- Philippe Hersant est lauréat du grand prix lycéen des compositeurs.

## Décès

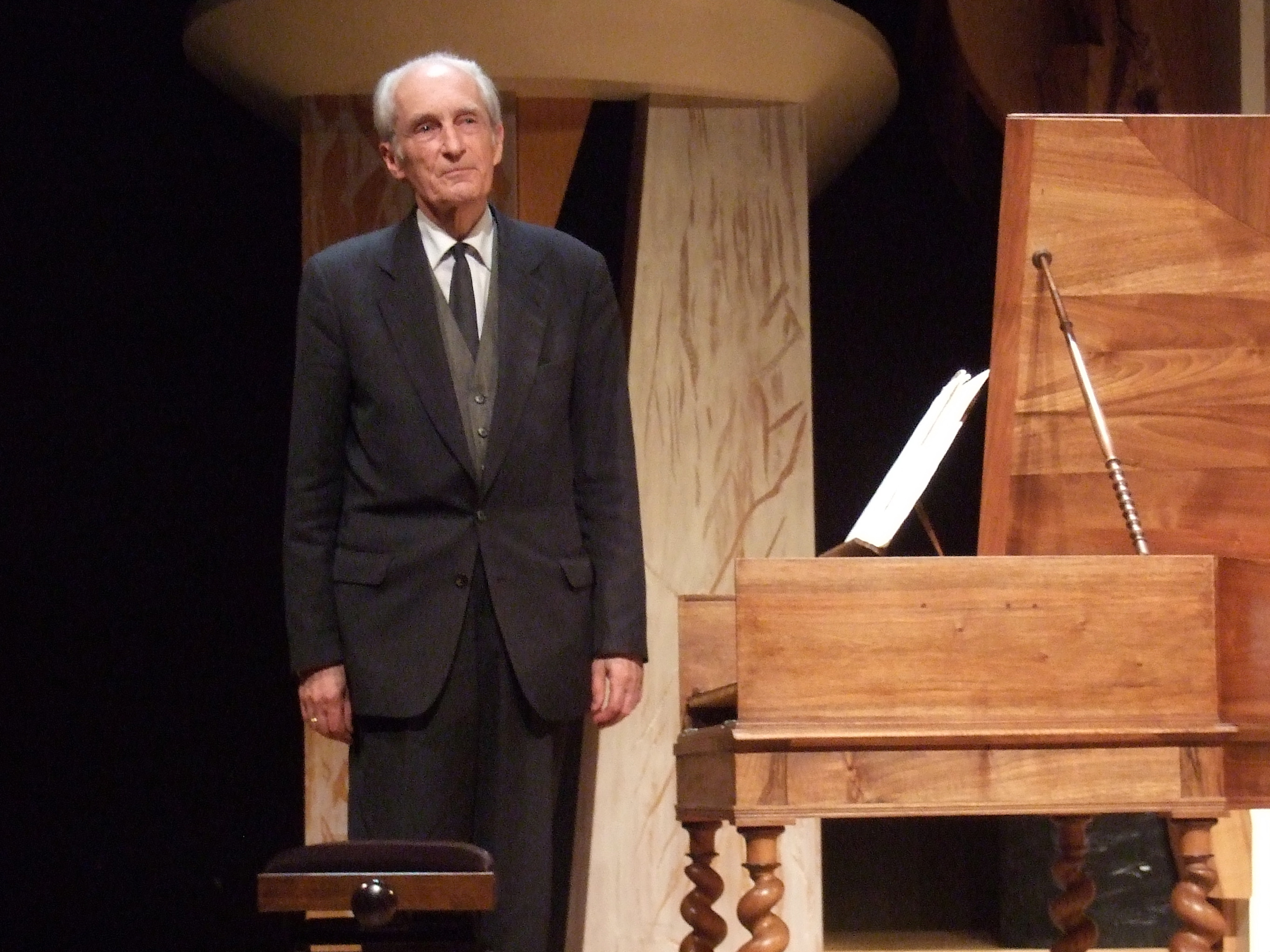
Gustav Leonhardt (1928-2012)

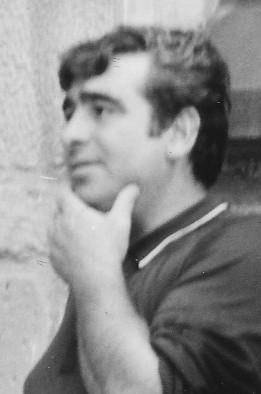
Maurice André

- 1er janvier : Madeleine Will, organiste, compositrice et pédagogue française (° 1er novembre 1910).
- 2 janvier : Helmut Müller-Brühl, chef d'orchestre allemand (° 28 juin 1933).
- 4 janvier : Jiří Bárta, pianiste, violoncelliste, compositeur et professeur de musique classique tchèque (° 19 juin 1935).
- 5 janvier : Hikaru Hayashi, compositeur japonais (° 22 octobre 1931).
- 6 janvier : W. Francis McBeth, compositeur américain (° 9 mars 1933).
- 8 janvier : Alexis Weissenberg, pianiste français d'origine bulgare (° 26 juillet 1929).
- 11 janvier : Pierre Cauvin, violoniste belge (° 1933).
- 12 janvier : Sadao Bekku, compositeur japonais (° 24 mai 1922).
- 16 janvier : Gustav Leonhardt claveciniste, organiste et chef d'orchestre néerlandais (° 30 mai 1928).
- 21 janvier : Gerre Hancock, organiste, improvisateur et compositeur américain (° 21 février 1934).
- 22 janvier : Rita Gorr, mezzo-soprano belge (° 18 février 1926).
- 24 janvier : Patricia Neway, chanteuse d'opéra et actrice de comédie musicale américaine (° 30 septembre 1919).
- 25 janvier : Paavo Berglund, chef d'orchestre finlandais (° 14 avril 1929).
- 31 janvier : Anne Rey, musicologue et pianiste française (° 1944).
- 4 février : János Sebestyén, organiste, pianiste et claveciniste hongrois (° 2 mars 1931).
- 8 février :
  - Devy Erlih, violoniste français (° 5 novembre 1928).
  - Giangiacomo Guelfi, baryton italien (° 21 décembre 1924).
- 16 février :
  - Félicien Wolff, compositeur et organiste français (° 21 juillet 1913).
  - Ethel Stark, violoniste québécoise (° 25 août 1916).
- 18 février : Elizabeth Connell, soprano sud-africaine (° 22 octobre 1946).
- 23 février : Dmitri Nabokov, chanteur d'opéra et traducteur (° 10 mai 1934).
- 25 février : Maurice André, trompettiste français (° 21 mai 1933).
- 28 février : Gérard Massias, altiste et compositeur français (° 25 mai 1933).
- 6 mars : Nejiko Suwa, violoniste japonaise (° 23 janvier 1920).
- 10 mars : Pol Mule, chef d'orchestre français (° 16 juillet 1926).
- 27 mars : Írma Kolássi, mezzo-soprano grecque (° 28 mai 1918).
- 28 mars : Alexandre Aroutiounian, compositeur et pianiste arménien (° 23 septembre 1920).
- 16 avril : Alan Hacker, clarinettiste et chef d'orchestre britannique (° 30 septembre 1938).
- 2 mai : Claude Lefebvre, compositeur et poète français (° 11 novembre 1931).
- 3 mai : Felix Werder, compositeur australien (° 24 février 1922).
- 13 mai : Michel Huglo, musicologue français (° 14 décembre 1921).
- 16 mai : Maria Bieşu, soprano moldave (° 3 août 1935).
- 17 mai : France Clidat, pianiste française (° 29 novembre 1932).
- 18 mai : Dietrich Fischer-Dieskau, baryton et chef d'orchestre allemand (° 28 mai 1925).
- 23 mai : Simone Féjard, compositrice, pianiste et chef de chant française (° 19 juillet 1911).
- 28 mai : Judith Nelson, soprano américaine (° 10 septembre 1939).
- 31 mai : Gareth Walters, compositeur gallois (° 27 décembre 1928).
- 2 juin : Yves Ramette, compositeur français (° 6 février 1921).
- 4 juin : Dumitru Capoianu, compositeur roumain (° 19 octobre 1929).
- 10 juin : Piero Bellugi, chef d'orchestre italien (° 14 juillet 1924).
- 23 juin :
  - Franz Crass, chanteur allemand d'opéra (basse) (° 9 février 1928).
  - Brigitte Engerer, pianiste française (° 27 octobre 1952).
- 24 juin : Jacques Taddei, organiste français (° 5 juin 1946).
- 29 juin : Éric Gaudibert, compositeur suisse (° 21 décembre 1936).
- 1er juillet : Evelyn Lear, soprano américaine (° 8 janvier 1926).
- 22 juillet : Nan Merriman, mezzo-soprano américaine (° 28 avril 1920).
- 2 août : Mihaela Ursuleasa, pianiste et interprète roumaine (° 27 septembre 1978).
- 6 août : Ruggiero Ricci, violoniste américain (° 24 juillet 1918).
- 31 août : George R. Whyte, auteur et compositeur britannique (° 11 juillet 1933).
- 2 septembre : Emmanuel Nunes, compositeur portugais (° 31 août 1941).
- 4 septembre : Ian Parrott, compositeur britannique (° 5 mars 1916).
- 7 septembre : Pierre Duré, ténor belge (° 26 juillet 1946).
- 13 septembre : William Duckworth, compositeur américain (° 13 janvier 1943).
- 15 septembre : Roger Gisclon, directeur d'harmonie, chef de chœur, saxophoniste et enseignant vaudois (° 12 juin 1919).
- 17 septembre : Jean Wallet, organiste, improvisateur et professeur d'orgue français (° 1930).
- 22 septembre : Grigori Frid, compositeur russe (° 22 septembre 1915).
- 5 octobre : Edouard Mirzoyan, compositeur arménien (° 12 mai 1921).
- 7 octobre : Claude Létourneau, violoniste et pédagogue canadien (° 11 novembre 1924).
- 8 octobre : Michel Schwalbé, violoniste français d'origine polonaise (° 27 octobre 1919).
- 9 octobre : Theo Olof, violoniste néerlandais (° 5 mai 1924).
- 22 octobre : Henry Peyrottes, artiste lyrique français, baryton d'opéra (° 1927).
- 27 octobre : Hans Werner Henze, compositeur allemand (° 1er juillet 1926).
- 5 novembre : Elliott Carter, compositeur américain (° 11 décembre 1908).
- 16 novembre : Christian Lardé, flûtiste français (° 1930)
- 18 novembre : Sir Philip Ledger, chef de chœur, compositeur et organiste britannique (° 12 décembre 1937).
- 25 novembre : Simeon ten Holt, compositeur néerlandais (° 24 janvier 1923).
- 26 novembre : Theo Brandmüller, compositeur allemand (° 2 février 1948).
- 27 novembre : Jan Maegaard, musicologue et compositeur danois (° 14 avril 1926).
- 4 décembre : Peter Kiesewetter, compositeur allemand (° 1er mai 1945).
- 9 décembre : Charles Rosen, pianiste et musicologue américain (° 5 mai 1927)
- 10 décembre : Lisa della Casa, soprano suisse (° 2 février 1919).
- 11 décembre :
  - Toni Blankenheim, chanteur d'opéra baryton allemand (° 12 décembre 1921).
  - Galina Vichnevskaïa, soprano russe (° 25 octobre 1926).
- 20 décembre : Viktor Merjanov, pianiste russe (° 15 août 1919)
- 24 décembre : Richard Rodney Bennett, compositeur britannique (° 29 mars 1936)

### Date indéterminée
- Suzanne Joly, pianiste et compositrice française (° 1914).